# Спінова хімія
Спінова хімія — це підполе хімії та фізики, яке знаходиться на перетині хімічної кінетики, фотохімії, магнітного резонансу та хімії вільних радикалів і має справу з магнітними та спіновими ефектами в хімічних реакціях. Приклади явищ, де застосовується Спінова хімія це Хімічно Індукована Динамічна Поляризація Ядер(ХІДПЯ), ефккти магнітних ізотопів в хімічних реакціях, а також навколишнє середовище, вплив на здоров'я статичних і коливальних електромагнітних полів, пташина магніторецепція, а зокрема кінетика реакції радикальних пар залежно від напрямку магнітних полів.

## Механізм радикальних пар
Механізм радикальних пар пояснює, як магнітне поле може впливати на кінетику реакції, впливаючи на динаміку спінів електронів. Найчастіше демонструється в реакціях органічних сполук, що включають радикальні проміжні продукти, в такому випадку магнітне поле може прискорити реакцію, зменшивши кількість зворотних реакцій.

### Історія теорії та обставини виникнення
Механізм радикальних пар з'явився як пояснення ХІДПЯ і був запропонований у 1969 році Клосом; Капштейном та Остерхоффом.

Приклад радикалу: Структура гідрокарбоксильного радикала, самотній електрон, позначений як чорна крапка

Радикал — це молекула з непарною кількістю електронів, яка індукується різними способами, включаючи ультрафіолетове випромінювання. Сонячний опік багато в чому обумовлений радикалами, утвореними через таке випромінювання. Однак пара радикалів — це не просто два радикали. Пари радикалів (особливо синглети) квантово запутані, навіть якщо це окремі молекули. Більш фундаментальним для механізму пар радикалів є той факт, що електрони радикальної пари обидва мають спін, який надає кожному окремому радикалу магнітний момент. Тому стан спіну може бути змінений магнітними полями.

### Синглет проти триплет спіну
Пара радикалів характеризується як тріплет або синглет, залежно від стану з'єднання двох вільних електронів. Спінові зв'язки такі, що два непарні електрони, по одному в кожній радикальній молекулі, можуть мати протилежний спін (синглет; антикорельований) або однаковий спін (триплет; корельований). Синглетний стан називається так, оскільки існує лише один спосіб антискореляції (S), натомість триплетний стан називається таким, оскільки спін електрона може бути корельованим у трьох різних конфігураціях (T +1, T 0, T −1).

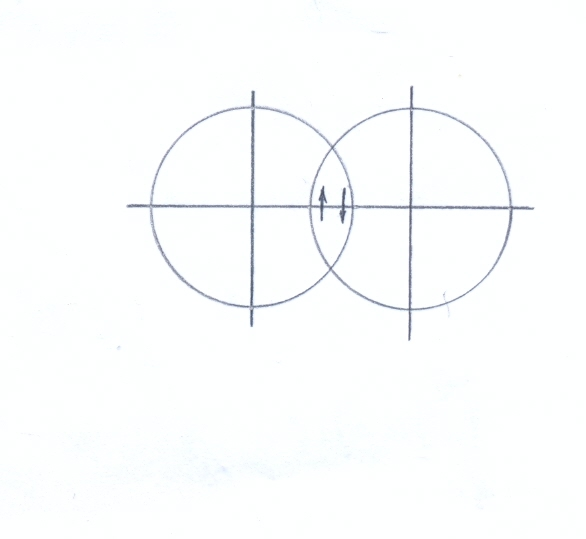
Проста схема зв'язку між електронами з протилежним спіном

### Відповідність реакції кінетики та взаємодії Зеемана
Спінові стани відносяться до хімічних та біохімічних механізмів реакції, оскільки зв'язки можуть утворюватися лише між двома електронами протилежного спіну (Правило Гунда). Іноді, коли зв'язок розривається певним чином, наприклад, при ударі фотона, кожен електрон у зв'язку переміщується до кожної відповідної молекули, і утворюється пара радикалів. Крім того, спін кожного електрона, який раніше брав участь у зв'язці, зберігається що означає, що тепер утворена пара радикалів є синглетом (кожен електрон має протилежний спін, як у первісному зв'язку). А отже, зворотна реакція, тобто відновлення зв'язку, яке називається рекомбінацією, може відбутись дуже легко. Механізм пар радикалів пояснює, як зовнішні магнітні поля можуть перешкоджати рекомбінації радикальної пари через взаємодією Зеемана, взаємодією між спіном і зовнішнім магнітним полем, і показує, що частіше утворення триплетного стану прискорює радикальні реакції, оскільки триплети можуть переходити лише до продуктів, а синглети знаходяться в рівновазі як з реагентами, так і з продуктами.
Взаємодії Земана можуть «перевернути» лише один з спінів електрона радикала, якщо пара радикалів є анізотропною, тим самим перетворюючи синглетні пари радикалів в триплети.

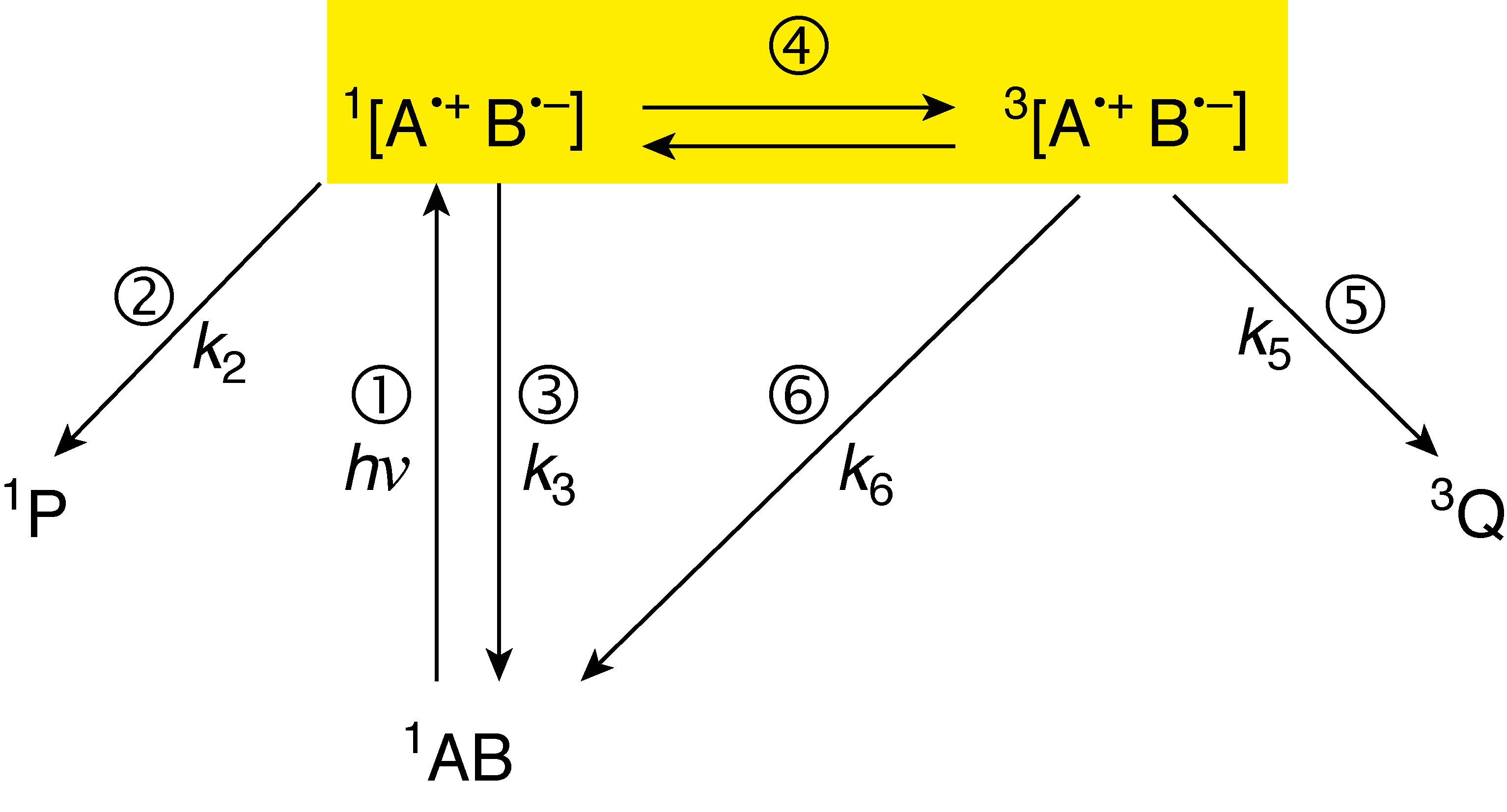
Типова схема реакцій механізму радикальної пари, яка показує ефект утворення альтернативного продукту з синглетних проти триплетних радикальних пар. Взаємодії Зеемана та Гіпертоні виділені жовтим, позначені як етап 4 у процесі

Взаємодія Зеемана — це взаємодія між спіном і зовнішнім магнітним полем, вона задається рівнянням:
∆E=hvL=gµBB
де ∆E — енергія взаємодії Зеемана, в Джоулях, v L — частота Лармора, в герцах, В — зовнішнє магнітне поле, в теслах, µ B — константа мегнетона Бора, h — константа Планка і g — g-значення вільного електрона, 2,002319, яке дещо відрізняється в різних радикалах. Проте взаємодію Земана, часто формулюють і іншими методами.

### Надтонкі взаємодії
Надтонкі взаємодії, внутрішні магнітні поля локальних магнітних ізотопів відіграють значну роль також у динаміці спіну пар радикалів.

### Взаємодія Зеемана та магніторецепція
Оскільки взаємодія Земана є функцією магнітного поля та частоти Лармора, їй можна перешкоджати або підсилюючи, змінюючи магнітне поле або частоту Лармора експериментальними інструментами, що генерують коливальні поля. Це цікаво тому, що перелітні птахи втрачають свої навігаційні здібності в подібних умовах, коли взаємодія Зеемана перешкоджається в парах радикалів, і дослідники можуть контролювати ці умови, щоб перевірити важливість взаємодій Земана в магніторецепції, що передбачає наявність механізму пар радикалів.